# Agnes von Poitou

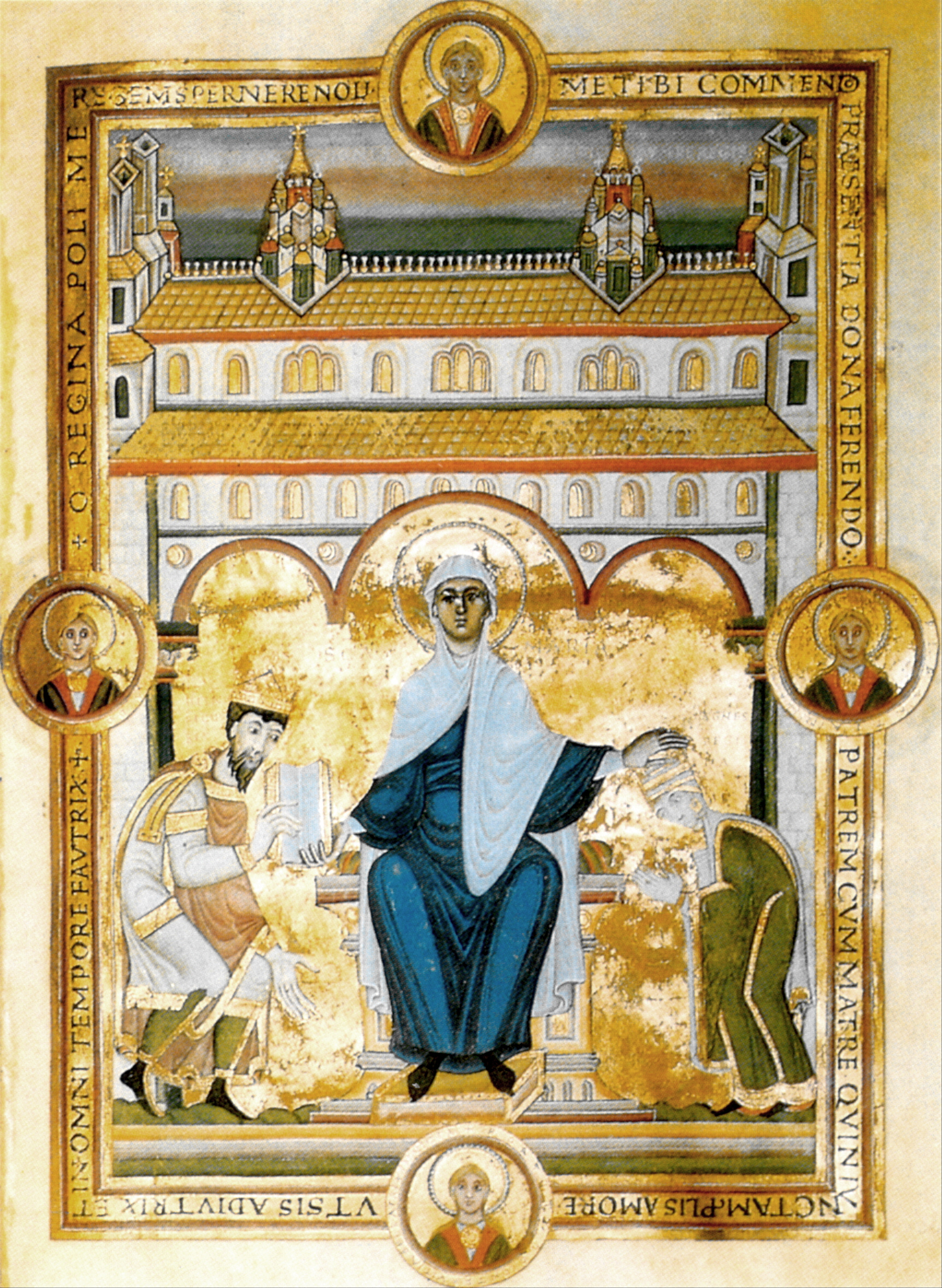
Heinrich III. übergibt das „Goldene Buch“ (Codex Aureus), ein prachtvoll ausgeschmücktes Evangeliar, an die heilige Maria, die Kirchenpatronin von Speyer. Maria legt segnend der Kaiserin Agnes die Hand auf. Im Hintergrund der Dom zu Speyer. (Echternacher Buchmalerei um 1045)

Agnes von Poitou oder Kaiserin Agnes (* um 1025; † 14. Dezember 1077 in Rom) war seit 1043 römisch-deutsche Königin an der Seite von Heinrich III., 1046 wurde sie zur Kaiserin gekrönt und war nach dem Tod ihres Mannes von 1056 bis 1061 alleinige Regentin des römisch-deutschen Reiches während der Minderjährigkeit ihres Sohnes Heinrich IV. 1061 zog sie sich nach einem von ihr mitverschuldeten Papstschisma aus der Regierungsverantwortung zurück, war aber weiterhin politisch aktiv, was aus den zahlreichen Interventionen in den Urkunden ihres Sohnes ersichtlich ist.

## Leben

### Agnes’ Ehe mit Heinrich III.
Agnes von Poitou, Tochter Herzog Wilhelms von Aquitanien und Poitou und seiner Frau Agnes von Burgund, wurde am 21. November 1043 in Ingelheim mit Heinrich III. vermählt und noch im selben Jahre in Mainz zur deutschen Königin gekrönt. Die Kaiserkrönung beider fand am 25. Dezember 1046 in Rom statt. Nachdem Königin Gunhild, die seit 1039 an Heinrichs Seite regiert hatte, der Malaria zum Opfer gefallen war, konnten Agnes und Heinrich eine machtpolitisch vorteilhafte Ehe eingehen. So verstärkte die Verbindung mit einem der mächtigsten französischen Fürstenhäuser den Druck auf das französische Königshaus und war geeignet, Heinrichs Position in Burgund zu verbessern, da Agnes’ Familie dort reich begütert war. Agnes war eine gebildete und von tiefer Frömmigkeit erfüllte junge Frau. Die Abtei Cluny war eine Gründung ihrer Familie und deren Abt Hugo wurde später Taufpate Heinrichs IV. und enger Vertrauter der kaiserlichen Familie.
Höfische Lebensfreude und Überfluss widerstrebten dem jungen Königspaar aufgrund seines religiösen Pflichtbewusstseins. So durften Spielleute und Gaukler ihre Künste bei der Hochzeitsfeier des Königspaares nicht wie sonst üblich zeigen. Heinrich, der sich für den in Frankreich entstandenen Friedensgedanken der treuga dei (Waffenruhe Gottes) begeisterte, versuchte Faustrecht und Privatrache zu unterbinden. Agnes bestärkte ihn in der sakralen Herrschaftsauffassung seines Königsamtes und unterstützte und inspirierte ihn in Bezug auf seine kirchenreformatorischen Ideen. Kaiserin Agnes war Zeit ihres Amtes politisch höchst aktiv, sie erscheint in zahlreichen Urkunden als Intervenientin und scheint vor allem gute Beziehungen zu Paps Leo IX. sowie den Passauer Bischöfen gepflegt zu haben.
Unter ihren sechs Kindern war neben dem späteren Kaiser Heinrich IV. auch die Königin Judith von Ungarn.

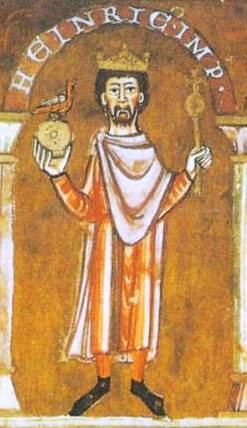
Agnes’ Sohn, Heinrich IV. (Detail aus einem Evangeliar aus St. Emmeram, nach 1106)

- Adelheid (1045–1096), Äbtissin von Gandersheim und Quedlinburg, begraben in der Stiftskirche in Quedlinburg;
- Gisela (1047–1053);
- Mathilde (1048–1060), heiratete 1059 Rudolf von Rheinfelden, Herzog von Schwaben, 1077 deutscher Gegenkönig;
- Heinrich IV. (1050–1106), ab 1056 König, 1084–1106 Kaiser des römisch-deutschen Reiches;
- Konrad (1052–1055), Herzog von Bayern;
- Judith (1054–1092/1096), verheiratet zuerst mit Salomon († 1087), König von Ungarn (Arpaden) (seit 1063), danach ab 1089 mit Władysław I. Herman († 1102), Herzog von Polen.

### Regentschaftsübernahme nach dem Tod Heinrichs III.
Nach dem Tod Heinrichs III. am 5. Oktober 1056 übernahm Agnes die Regentschaft für den unmündigen, jedoch bereits zum König gekrönten Heinrich IV. Am Anfang ihrer Regentschaft führte Agnes die Politik ihres Mannes mit Hilfe von Hugo von Cluny, dem Taufpaten ihres Sohnes, und vor allem Papst Viktor II. fort. Letzterer, als Bischof von Eichstätt auch Reichsverwalter, tat alles in seiner Macht stehende, um das salische Imperium zu stützen. Die Kaiserin stand wie Heinrich III. auf der Seite der cluniazensischen Kirchenreformer und übte eine Politik des Ausgleichs und der Friedenserhaltung aus. Viktor II., von Heinrich III. zum Papst bestimmt, vermittelte zwischen Krone, weltlichem Adel und Episkopat. Die Regentschaft der Kaiserin, einer politisch unerfahrenen Frau, wurde akzeptiert.
Agnes ging bald daran, Adlige an sich zu binden, indem sie diese mit Herzogtümern belehnte. Dies führte allerdings zum Verzicht auf direkte Herrschaftsrechte. Schon Weihnachten 1056 verlieh sie das Herzogtum Kärnten, das ein Jahr ohne Herzog geblieben war, an den Ezzonen Konrad III. von Kärnten.
Im Jahre 1057 wurde Rudolf von Rheinfelden mit Schwaben belehnt und sollte auch Burgund verwalten. Frutolf von Michelsberg, ein zeitgenössischer Chronist, berichtet in seiner Weltchronik, dass Rudolf von Rheinfelden die Belehnung mit Schwaben möglicherweise durch die Entführung der erst neunjährigen Kaisertochter Mathilde, die er zwei Jahre später heiratete, erpresste. Berthold von Zähringen, der Anspruch auf das freigewordene Herzogtum erhoben hatte, fühlte sich zurückgesetzt und wurde daraufhin, nach dem baldigen Tod des Herzogs Konrad im Jahre 1061, mit Kärnten belehnt. Mathilde als Unterpfand wog mehr als die noch von Heinrich III. verliehene Anwartschaft auf Schwaben, die Berthold von Zähringen durch einen Ring des Kaisers untermauern konnte.
Außenpolitische Schwierigkeiten, wie die Auseinandersetzung mit den Ungarn, zwangen die Kaiserin 1061, das letzte dem Königshaus direkt unterstellte und wichtige Herzogtum Bayern aus der Hand zu geben. Sie setzte den kriegserfahrenen sächsischen Grafen Otto von Northeim als Herzog ein. Er war nun für die Verteidigung des südöstlichen Teils des Reiches verantwortlich. Die östlichen Nachbarn, vor allem die Ungarn, stellten eine nicht zu unterschätzende Gefahr für das Reich dar. Agnes war zwar Regentin, konnte jedoch als Frau keine Feldzüge selbst führen. Daher brauchte sie starke Herzöge an ihrer Seite, wie etwa Otto von Northeim und Rudolf von Rheinfelden.
Agnes wird von der älteren Forschung (Meier-Knonau, Giesebrecht und Buhlst-Thiele) immer wieder vorgehalten, durch die Vergabe der genannten Herzogtümer den Niedergang der salischen Zentralgewalt beschleunigt und die Machtbasis des Königtums gemindert zu haben. Dass gerade diese von Agnes belehnten Herzöge später zu den ärgsten Gegenspielern ihres Sohnes Heinrich IV. werden sollten, kann ihr jedoch nicht vorgeworfen werden. Sicher hätte Agnes verhindern können, den Zähringern, Rheinfeldern und Northeimern eine starke Machtbasis zu schaffen, dennoch war die Erhebung dreier Männer aus jungen Dynastien zu diesem Zeitpunkt ein geringes, kalkulierbares Übel. Otto von Northeim agierte zu diesem Zeitpunkt durchaus im Sinne des salischen Hauses. Er schützte das Reich, wie von Agnes angestrebt, wirksam gegen Bedrohungen von außen und erreichte einen Ausgleich mit den Ungarn, indem er den Arpaden Salomon als deren König durchsetzte, was selbst Heinrich III. zu Lebzeiten nicht gelungen war. Diese Beziehung wurde 1063 durch die Heirat des Salomon mit der Kaisertochter Judith gefestigt.
Das Reich war vorerst nach innen und außen gesichert. Agnes wurde respektiert. Die Zugeständnisse, die ihr gemacht wurden, waren recht groß. So wurde ihr per Eid zugesichert, im Falle einer Thronvakanz, also dem vorzeitigen Tod Heinrichs IV. (sein jüngerer Bruder Konrad war bereits im Jahr 1055 verstorben) eine Designation vornehmen zu können. Demnach hätte sie die Möglichkeit gehabt, einen bindenden Wahlvorschlag zu tätigen.
Diese Eidesverpflichtung zeigt, dass Agnes von allen Parteien im Reich als legitime Herrscherin angesehen wurde. Ohne ihre Zustimmung wäre von Seiten der Fürsten kein neuer König erhoben worden. Die Ernsthaftigkeit eines solchen Eides wird durch die Skrupel der Fürsten bei der Wahl des Gegenkönigs zu Heinrich IV. im Jahre 1076 noch einmal deutlich.

### Der Papstwahlkonflikt
Einen Wendepunkt für die Regentin stellte der Tod Papst Viktors II., ihres Beraters und Freundes, im Jahre 1057 dar. Die Ära der kaisertreuen Päpste ging zu Ende, das deutsche Kaiserhaus geriet zunehmend zwischen die Fronten der an der Papstwahl interessierten Parteien. In Kirchenkreisen standen sich Reformgegner und -befürworter gegenüber, der römische Stadtadel sah eine erneute Chance auf Einflussnahme, und die Normannen stärkten ihre Position, indem sie sich zu Tributzahlungen an den Papst, zur Verteidigung des römischen Bischofssitzes sowie zur Gewährleistung freier Papstwahlen verpflichteten.
Papst Nikolaus II. legte schließlich auf einer Lateransynode an Ostern 1059 per Dekret zukünftige Papstwahlen in die Hände der Kardinäle. Dieses Dekret richtete sich sowohl gegen das Kaisertum als auch gegen die römische Aristokratie. Das Verhältnis zum deutschen Hof war durch diese Ereignisse stark getrübt worden.
Nach Nikolaus II. Tod am 19. Juli 1061 wählten die Kardinäle aus ihrem neuen Selbstverständnis heraus am 30. September 1061 den der Reformpartei angehörenden Bischof Anselm von Lucca als Alexander II. zum Papst. Agnes verweigerte ihm die Anerkennung und stellte ihm ihren eigenen Kandidaten, Bischof Cadalus von Parma, entgegen, der als Honorius II. ebenfalls zum Papst ernannt und am 28. Oktober 1061 in Basel inthronisiert wurde. So eskalierte die Situation und mündete in ein Schisma, das erst am 31. Mai 1064 auf der Synode von Mantua mit der dortigen Entthronisation von Honorius beseitigt werden sollte.
Nach den Vorgängen in Basel ist ein Bruch in der Regentschaft der Kaiserin zu erkennen. Der deutsche Hof hatte sich zum Gegner des Reformpapsttums entwickelt, und die Kaiserin trug eine Mitschuld daran, dass die Kirche sich gespalten hatte. Die Tatsache, dass Honorius II. sich in Rom nicht zu behaupten vermochte und schließlich in sein Bistum Parma zurückkehren musste, versetzte Agnes einen politischen Schlag. Erstmals hatte sich ein vom deutschen Hof ernannter Papst nicht durchsetzen können. Das Reformpapsttum hatte sich vom Reich emanzipiert und agierte gegen dessen Interessen.

### Die Schleiernahme
Die ungewollte Unterstützung der Reformgegner versah die Kaiserin zeitlebens mit Schuldgefühlen und persönlichem Unbehagen. Agnes scheint keine andere Möglichkeit gesehen zu haben, als sich selbst aus der Politik zurückzuziehen, um anderen die Möglichkeit zu geben, eine von ihren Entscheidungen unbelastete Neuordnung der Papstfrage vorzunehmen. In unmittelbarem Anschluss an den Papstwahlkonflikt soll daher laut Mechthild Black-Veldtrup die Schleiernahme Agnes’ in Speyer durch Bischof Einhard II. stattgefunden haben, wahrscheinlich am 21. November 1061. Der Chronist Berthold von Reichenau beschreibt dies folgendermaßen: „Um diese Zeit weihte die Kaiserin Agnes im heiligen Schleier Christus ihr Leben, nachdem sie die königlichen Gewänder abgelegt hatte.“
Dies brachte einen Rückzug aus der aktiven Politik mit sich. Als Konsequenz setzte Agnes ihren Vertrauten Bischof Heinrich von Augsburg als „Subregenten“ ein. Der Rückzug Agnes darf demnach nicht als Regierungsmüdigkeit oder Schwäche gesehen, sondern muss im Kontext als Konsequenz ihrer Fehleinschätzungen in Bezug auf ihre Rompolitik verstanden werden und als Ausdruck der Übernahme der persönlichen Verantwortung für die Papstwahlkrise gesehen werden.

### Der Staatsstreich von Kaiserswerth

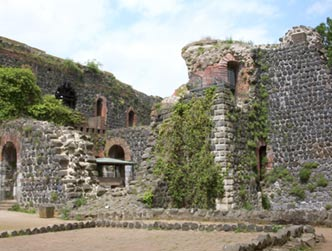
Ruine der Kaiserpfalz in Kaiserswerth

Der von Agnes eingesetzte „Subregent“ Heinrich von Augsburg wurde von einer Mehrheit der Fürsten nicht akzeptiert. Ihm wurde eine „ungeschickte und anmaßende Art, die Regierungsgeschäfte wahrzunehmen“ vorgeworfen. Die Kaiserin selbst konnte zudem bald „dem Verdacht unzüchtiger Liebe [mit Heinrich von Augsburg] nicht entgehen, denn allgemein ging das Gerücht, ein so vertrauliches Verhältnis sei nicht ohne unsittlichen Verkehr erwachsen“ so Lampert von Hersfeld in seinen Annalen.
Des Weiteren vertraute sie immer mehr den unfreien königlichen Dienstleuten, den Ministerialen. So beauftragte sie den Ministerialen Kuno mit der Erziehung ihres Sohnes. Dass der junge Heinrich IV. von Unfreien, von „Menschen ohne Herkunft“ erzogen wurde, erschien Adel und Klerus in höchstem Maße bedenklich.
Einige Fürsten begannen daraufhin, ihre eigenen Interessen zu verfolgen. So fand sich Anfang April 1062 eine Gruppe geistlicher und weltlicher Fürsten unter der Führung des Erzbischofs Anno von Köln zusammen und entführte den jungen König Heinrich IV. in Kaiserswerth: Dieses Ereignis ging als Staatsstreich von Kaiserswerth in die Geschichtsbücher ein.
Die Motive für die Tat sind nach wie vor nicht hinreichend erschlossen, insbesondere, da die Quellenlage zu diesem Ereignis äußerst widersprüchlich ist. Die Meinung der zeitgenössischen Berichterstatter ist gespalten. So scheint Lamperts Berichterstattung noch verhältnismäßig objektiv, wenn er schreibt, dass die Entführer und vor allem Anno danach trachteten, „den Sohn dem Einfluss seiner Mutter zu entziehen, und die Verwaltung des Reiches in die Hände zu bekommen.“ Lampert wagt keine Spekulationen über die Beweggründe der Verschwörer. Er führt zwar die Möglichkeit an, Anno habe „aus politischem Ehrgeiz gehandelt“, räumt aber ein, dass er auch zum Wohl des Reichs gehandelt haben könnte.
Das Urteil der Vita Heinrici ist jedoch eindeutig subjektiv und wird verständlicher, wenn man davon ausgeht, dass der unbekannte Autor dem Königshaus sehr nahegestanden haben muss. Hier wird als Motiv für die Tat vor allem die Angst vor Agnes’ „Reife, Weisheit und strengen Sitten“ genannt. Der offizielle Grund sei gewesen, dass es sich nicht gehöre, dass das Reich von einer Frau regiert würde. Dem widerspricht der Autor aber entschieden. Es wird hier sogar behauptet, man habe den jungen König nur entführt, um ungestört die eigene Macht ausbauen zu können.
Bruno gibt mehr oder weniger Heinrich selbst die Schuld an seiner eigenen Entführung: Der junge Heinrich habe „aufgebläht von königlichem Hochmut kaum mehr auf die mütterlichen Ermahnungen“ gehört. Der „ehrwürdige“ Anno habe ihn nach der Entführung „mit aller Sorgfalt“ erziehen lassen. Bruno spricht damit Agnes nicht nur jegliches Durchsetzungsvermögen ab (ob nur, um für die richtige Erziehung des jungen Königs Sorge zu tragen, oder auch für die Regentschaft, sei dahingestellt), sondern lobt vor allem Anno für seine Politik. Die Kritik an Heinrich IV. selbst ist dadurch zu erklären, dass Bruno mit Heinrichs späterer, eigener Politik nicht konform ging und hier schon negative Charakterzüge Heinrichs in früher Jugend förmlich herbeischreibt. Dass er politisch nicht auf Seiten Agnes stand, ist offensichtlich.
Obwohl die Quellen augenscheinlich nichts Verlässliches über die Motivlage der Entführer berichten, geht die Forschung heute davon aus, dass sowohl das Streben nach Machtgewinn, insbesondere bei Anno von Köln, als auch die Sorge um die Verwahrlosung und um die Erziehung Heinrichs IV. ausschlaggebend für die Tat waren.
Erzbischof Anno von Köln, Erzbischof Siegfried I. von Mainz und, etwas später, auch Erzbischof Adalbert von Bremen teilten sich nun die Regierungsverantwortung. Auch wenn der junge König auf dem Thron saß, lenkten von diesem Zeitpunkt an die Erzbischöfe die Geschicke des Reiches.
Agnes hielt sich jedoch weiter im Umfeld des Hofes auf. Tilman Struve wies nach, dass sie erst knapp drei Jahre nach Kaiserswerth ihre Romreise und somit ihren Rückzug aus dem weltlichen Leben antrat. Diese Verzögerung sei aus politischen Motiven geschehen, um die Thronansprüche ihres minderjährigen Sohnes aufrechtzuerhalten. So konnte Struve die Darstellung der sich ängstlich zurückziehenden Kaiserin widerlegen.

### Agnes’ Vorgehen nach Kaiserswerth
Dass die Forschung lange Zeit angenommen hat, Kaiserin Agnes habe sich unmittelbar nach Kaiserswerth in ein religiöses Leben zurückgezogen, ist nicht verwunderlich, ist dies doch von vielen zeitgenössischen Berichterstattern nicht anders überliefert. So berichtet Frutolf von Michelsberg in seiner Chronik schon zu 1056, in einem die Ereignisse zusammenfassenden Überblick, dass sich die Kaiserin direkt nach dem Raub in das Kloster Fruttuaria begeben habe und später in Rom gestorben sei.
Diese Meinung scheint inzwischen revidiert. Tillmann Struve hat belegt, dass Agnes ihre Romreise, gleichbedeutend mit ihrem Rückzug aus dem weltlichen Leben, nicht im Jahre 1062/63 antrat, sondern erst im Jahre 1065, also drei Jahre nach dem Staatsstreich von Kaiserswerth. Struve bedient sich für seine Datierung vor allem der Berichte des Petrus Damiani, eines späten Vertrauten Agnes’, der über ihre Ankunft in Rom schreibt.
Da Damiani keine genaue Datierung anführt, vergleicht Struve alle bekannten Quellen und kann so feststellen, zu welchem Zeitpunkt sich sowohl Petrus Damiani als auch Kaiserin Agnes in Rom aufhielten. Weiterhin vergleicht Struve Mondfinsternisse, die in Damianis Bericht in Zusammenhang mit Kaiser Heinrichs III. und Papst Viktors II. Tod gebracht werden, und eine totale Finsternis, die laut Damiani in Zusammenhang mit dem Cadalus-Schisma stehen soll, mit wissenschaftlichen Mondfinsternisdatierungen für die damalige Zeit. Struve kommt so zu seinem Schluss, dass die Romreise der Kaiserin erst im Mai oder November des Jahres 1065 erfolgt sein kann. Zwar hat Agnes unmittelbar nach Kaiserswerth einen Brief an den Abt des Klosters Fruttuaria verfasst, worin sie um Aufnahme in die Klostergemeinschaft bittet, doch berichtet Lampert von Hersfeld deckungsgleich, dass Agnes von ihren Beratern überzeugt worden ist, vorerst im Reich zu verweilen: „Und nicht lange danach entschloß sie sich, der Welt zu entsagen, […] und sie wäre sogleich Hals über Kopf zur Ausführung ihres Vorhabens geschritten, hätten nicht ihre Freunde den ungestümen Drang ihres Herzens durch überlegtere Pläne gedämpft“.
Politisch gesehen war Agnes’ Verbleib im Reich, trotz des Verlustes der Regentschaft, weiterhin erforderlich, galt sie doch bis zur Volljährigkeit Heinrichs IV. als Leiterin des salischen Hauses. Nur durch ihren Verbleib im Reich konnte sie für ihren Sohn die Herrschaftsansprüche auf das Reich erhalten. Vor diesem Hintergrund erhält Lamperts Bericht, Agnes hätte auf Drängen ihrer Ratgeber ihren Entschluss ins Kloster zu gehen wieder aufgegeben, einen konkreten rechtlichen Hintergrund und gewinnt somit an Glaubwürdigkeit. Erst als Heinrich IV. am 29. März des Jahres 1065 durch die zeremonielle Schwertleite mündig wurde, konnte Agnes ihren lange gehegten Wunsch nach einem geistlichen Lebensabend nachgeben. Nachdem sie ihren politischen Pflichten noch bis zur Volljährigkeit ihres Sohnes nachgekommen war und sie seine Nachfolge letztlich gesichert hatte, setzte sie ihren Entschluss, dem Reformpapsttum zu dienen, dem sie durch Honorius’ Papstwahl und gegen ihre eigene religiöse Überzeugung geschadet hatte, in die Tat um – eine bewusste Entscheidung für die Kirchenreformer.

### Die letzten Jahre in Italien
„Die Kaiserin Agnes […] verzichtete aus Buße und um Christi willen auf die Lenkung des Reiches; sie begab sich nach Rom, wo sie in bewundernswerter Demut der Buße angemessenen Werken oblag,“ so beschreibt der Chronist Frutolf von Michelsberg Agnes’ Fortgang aus dem Reich als bewusste, selbst gewählte Entscheidung.
Agnes hielt sich nach 1065 überwiegend in Italien auf, wo sie derart konsequent die kirchliche Reformbewegung unterstützte, dass sie als Beraterin Papst Alexanders II. und vor allem Papst Gregors VII. nun wiederum zumindest teilweise den Interessen ihres Sohnes Heinrich IV. entgegenwirkte. Auch die Förderung der Reformbewegung in den Klöstern lag ihr am Herzen. Gesichert ist ein längerer Aufenthalt im Kloster Fruttuaria, der allerdings nicht genau datiert werden kann. Ebenso wurden die Klöster Monte Cassino und Subiaco von ihr unterstützt. Auf diese Weise setzte sie sich mit all ihren Mitteln für die Reformbewegung ein, um so den durch das Schisma von 1061 verursachten Schaden wiedergutzumachen und für sich selbst Vergebung zu bekommen.
Am 14. Dezember 1077 verstarb Agnes in Rom. Am 6. Januar 1078 wurde sie in der Petronella-Rotunde des Petersdoms bestattet, „so dicht an der Stätte, die als Petrusgrab verehrt wird, wie für einen Laien irgend möglich“. Laut ihrer Grabinschrift sollen „in ihrem Leben allein […] gute Werke und die Liebe zu Petrus und seinen Nachfolgern im Vordergrund gestanden haben“.

## Forschungsgeschichte
Die Person der Agnes von Poitou wird in der historischen Forschung kontrovers gesehen. Nicht nur die Tatsache, dass sie als Frau eines der größten Reiche der damaligen Zeit mehrere Jahre lang regierte, vor allem der Zeitpunkt ihrer Regentschaft, eine Zeit kirchlicher Reformen und der Emanzipation des Papsttums vom deutschen Königtum, spielen hierbei eine Rolle.
Die ältere Forschung zeichnete lange Zeit das Bild der versagenden Regentin, deren Schwächen nicht zuletzt ihre religiösen Überzeugungen seien, die es ihr nicht möglich machten, die Regierungsgeschäfte zu führen und das Reformpapsttum in die Schranken zu weisen. Nach Karl Ludwig Hampe sah sich „Agnes als Regentin vor eine ihre Kraft weit übersteigende Aufgabe gestellt. Ängstlich und unsicher, ohne politisches Urteil, persönlichen Antrieben folgend, voll kirchlicher Ergebenheit, ein schwaches Weib […]“ Marie Luise Bulst-Thiele schlussfolgerte, dass sich „die Verwurzelung der Kaiserin im Religiösen letztlich als Schwäche dargestellt“ hat. Wilhelm von Giesebrecht beschreibt Agnes gar als unentschlossene Natur und ihren Charakter als ängstlich. In seiner Geschichte des deutschen Kaisertums sieht er sie nur als schwache Regentin und Gemahlin des starken Kaisers Heinrich III.
Seit den 1980er Jahren hat sich die Forschungsmeinung in Bezug auf Agnes von Poitou stark verändert. Tilman Struve und Mechthild Black-Veldtrup gelang es, anhand neuer Datierungsmethoden und quellenkritischer Arbeit lange vorhaltende Forschungsmeinungen zu hinterfragen und zu einem nicht unwesentlichen Teil zu berichtigen. Struve verdeutlichte, dass die Schleiernahme der Kaiserin nicht als direkte Reaktion auf den Staatsstreich von Kaiserswerth zu sehen ist, und datierte den Rückzug Agnes’ nach Rom erst auf Ende 1065, also nach der Schwertleite und endgültigen Regierungsübernahme durch ihren Sohn, Heinrich IV. Dies legt die Vermutung nahe, dass sich die Kaiserin nicht resigniert und verschüchtert aus der Verantwortung stahl, sondern noch so lange wie es nötig war für die Thronansprüche ihres Sohnes eintrat. Mechthild Black-Veldtrup (1995) verfasste eine quellenkritische Studie über Agnes von Poitou, in der ebenfalls viele neue Erkenntnisse zu einem gewandelten Bild der Kaiserin zusammengefasst werden.
Auch wenn das Ende Agnes’ Regentschaft jahrhundertelang als Scheitern gesehen wurde und zum Teil noch gesehen wird, kann dies keineswegs als gesichert gelten. Vielmehr ist davon auszugehen, dass Agnes’ Rückzug aus der Reichspolitik den Umständen entsprechend bewusst gewählt worden war. So erkennen selbst ihre Zeitgenossen an, dass sie politisch stets um einen Ausgleich bemüht war. Ihr gelang es, sowohl stabile Verhältnisse im Reich zu schaffen, als auch, und vor allem, die Machtbasis für Heinrich IV. zu erhalten.
Zunächst hat Agnes, anfangs mit Hilfe Papst Viktors II., nahezu unangefochten regieren können. Heinrichs III. Konfrontationskurs gegen die Sachsen hat Agnes nicht fortgesetzt. Sie hat es vielmehr verstanden sich mit den Sachsen zu arrangieren, was dadurch untermauert wird, dass ab dem Jahre 1057 bis zum Ende von Agnes’ Regierungszeit keine weiteren Unruhen in Sachsen bekannt sind. Innenpolitisch hat Agnes Stabilität durch die Vergabe königseigener Herzogtümer erzielt, wodurch als Nebeneffekt das Reich nach außen gestärkt wurde. So konnte eine Auseinandersetzung mit den Ungarn während der Regentschaft der Kaiserin zu einem Ende geführt werden.
Konkrete Beispiele für Unzufriedenheit mit Agnes’ Regierung sind erst ab den 60er Jahren des 11. Jahrhunderts bekannt. Als Kritikpunkte werden hier ein langjähriger persönlicher Streit mit Bischof Gunther von Bamberg, ihre Bevorzugung Bischof Heinrichs von Augsburg, mangelnde Fortschritte in der Erziehung Heinrichs IV., das Vertrauen in die Ministerialität und Agnes’ Zurückhaltung in der Regierungsführung genannt. Letzteres ist als Resultat auf das Eingeständnis ihrer Schuld an dem durch die Papstwahl des Cadalus herbeigeführten Schisma als bewusste Entscheidung zu sehen. In Verantwortung für ihre Fehleinschätzung der politischen Lage und den Zwist zwischen Kirchenreformern und dem Reich hat Agnes den Schleier genommen. Kurz darauf folgte der Staatsstreich von Kaiserswerth.
Der Anschlag an sich hatte Agnes’ Position, nach Erhebung Heinrichs von Augsburg zum „Subregenten“, wenig berührt. Anno von Köln hatte sich letzten Endes nur an die Stelle des Augsburgers als eigentlicher Regent und Erzieher des jungen Königs gesetzt. Dass Agnes Deutschland im Mai oder November 1065 verließ, ist nicht auf Kaiserswerth, sondern letztlich nur auf den Papstwahlkonflikt von 1061 zurückzuführen, auf den alle anderen Ereignisse folgten.